# Krister Arweström
Krister Arweström (i folkbokföringen Christer Sven Alfred Arveström), född 19 juli 1944 i Karlskrona amiralitetsförsamling i Blekinge län, är en svensk militär.

## Biografi
Arweström avlade marinofficersexamen vid Kungliga Sjökrigsskolan 1970 och utnämndes samma år till fänrik vid Karlskrona kustartilleriregemente, där han befordrades till löjtnant 1972 och kapten 1973. Han tjänstgjorde i staben vid Gotlands militärkommando 1980–1981. Han befordrades till major 1981 och tjänstgjorde från 1981 vid Gotlands kustartilleriförsvar med Gotlands kustartilleriregemente, från 1984 som sektionschef. Han befordrades till överstelöjtnant 1985 och till överste 1993. Arweström var chef för Fårösunds marinbrigad med Gotlands kustartilleriregemente 1994–1997, chef för Kustartilleriets stridsskola 1997–2001 (från 2000 benämnd Amfibiestridsskolan).
Krister Arweström invaldes 1991 som ledamot av Kungliga Örlogsmannasällskapet. Han utträdde ur sällskapet 1999.